# 微波光子学
微波光子学是电子学与光学的交叉学科。这一学科旨在集合光学的大带宽、低串扰等特性，通过光子学的手段解决仅凭电子技术难以克服的物理瓶颈。
微波光子学的研究方向包括：微波光子滤波器、微波光子雷达成像、微波光子信息处理以及集成微波光子学。